# ایلونا کرستین
ایلونا کرستین (روسی: Илона Кальювна Корстин؛ زادهٔ ۳۰ مهٔ ۱۹۸۰) بازیکن بسکتبال اهل روسیه است.
وی در مسابقات کشوری و بین‌المللی در مجموع برندهٔ ۳ مدال طلا، ۵ مدال نقره، ۲ مدال برنز شده‌است.